# AMC
 (транскр.  Еј-Ем-Си), стилизовано као , амерички је телевизијски канал са седиштем у Њујорку. Емитује биоскопске филмове, поред серија из оригиналне продукције. Основан је под називом American Movie Classics, али је 2002. године име скраћено због велике промене у садржају на каналу.
У Србији се може пратити преко кабловских и сателитских оператора, титлован на српски.